# Harding Gill Tract
Harding Gill Tract es un lugar designado por el censo ubicado en el condado de Hidalgo en el estado estadounidense de Texas. En el Censo de 2020 tenía una población de 21 habitantes y una densidad poblacional de 7,39 habitantes por km². Fue incluido como CDP en el censo de 2020.

## Geografía
Harding Gill Tract se encuentra ubicado en las coordenadas 26°25′55″N 98°0′55″O / 26.43194, -98.01528. Según la Oficina del Censo de los Estados Unidos,  tiene una superficie total de 2,84 km², todos correspondientes a tierra firme.